# Golf la Jocurile Olimpice de vară din 2020
Probele sportive de golf la Jocurile Olimpice de vară din 2020 s-au desfășurat pe Kasumigaseki Country Club. Proba masculină a avut loc în perioada 29 iulie–1 august 2021, în timp ce proba feminină s-a desfășurat în perioada 4–7 august 2021.

## Medaliați
| Probă            | Aur                                                  | Argint                          | Bronz                                   |
| Masculin detalii | Xander Schauffele · Statele Unite ale Americii (USA) | Rory Sabbatini · Slovacia (SVK) | Pan Cheng-tsung · Taipeiul Chinez (TPE) |
| Feminin detalii  | Nelly Korda · Statele Unite ale Americii (USA)       | Mone Inami · Japonia (JPN)      | Lydia Ko · Noua Zeelandă (NZL)          |

## Clasament pe medalii
| Loc   | Țară                       | Aur | Argint | Bronz | Total |
| ----- | -------------------------- | --- | ------ | ----- | ----- |
| 1     | Statele Unite ale Americii | 2   | 0      | 0     | 2     |
| 2     | Japonia                    | 0   | 1      | 0     | 1     |
| 2     | Slovacia                   | 0   | 1      | 0     | 1     |
| 3     | Taipeiul Chinez            | 0   | 0      | 1     | 1     |
| 3     | Noua Zeelandă              | 0   | 0      | 1     | 1     |
| Total | Total                      | 2   | 2      | 2     | 6     |